# Шрёдер, Карл (дирижёр)
Карл Адольф Генрих Фридрих Шрёдер (нем. Carl Adolf Heinrich Friedrich Schröder, иногда нем.  Karl Schröder II; 18 декабря 1848, Кведлинбург — 22 сентября 1935, Бремен) — немецкий виолончелист, дирижёр и композитор. Сын скрипача Карла Шрёдера (1816—1890), брат Германа и Альвина Шрёдеров.
Учился у своего отца, затем в Дессау у Карла Дрекслера, в возрасте 14 лет поступил в Оркестр Зондерсхаузена. Позднее занимался также под руководством Фридриха Киля, вплоть до 1873 г. играл вместе с тремя братьями в составе семейного квартета (помимо Германа в качестве примариуса и Альвина-альтиста в коллективе также участвовал третий брат Франц, вторая скрипка). В 1872—1873 гг. дирижировал в Кролль-опере, следующий сезон провёл в Брауншвейгской придворной капелле. Затем в 1874—1881 гг. солист Гевандхаус-оркестра, преподавал в Лейпцигской консерватории. В 1881—1907 гг. (с перерывом в 1886—1890 гг.) возглавлял в качестве придворного капельмейстера Оркестр Зондерсхаузена, руководил консерваторией города; в перерыве работал в оперных театрах Роттердама, Берлина и Гамбурга. Затем перебрался в Берлин и в 1911—1924 гг. преподавал виолончель в Консерватории Штерна.
Написал оперы «Аспазия» (1892) и «Аскет» (1893), три симфонии, шесть виолончельных концертов, струнные квартеты и другие камерные сочинения, песни. Составил ряд сборников сочинений для виолончели, в педагогических целях, опубликовал три учебных пособия: «Катехизис дирижирования» (нем. Katechismus der Dirigierens und Taktierens; 1889, 8-е издание 1921, английский перевод 1893), «Катехизис игры на скрипке» (нем. Katechismus des Violinspiels; 1889, 5-е издание 1922, английский перевод 1895), и «Катехизис игры на виолончели» (нем. Katechismus des Violoncellspiels; 1890, 3-е издание 1920, английский перевод 1896), а также «Введение в оркестровые сочинения Брамса» (нем. Der Vortrag der Brahmsschen Orchesterwerke; 1913).